# Queen + Adam Lambert

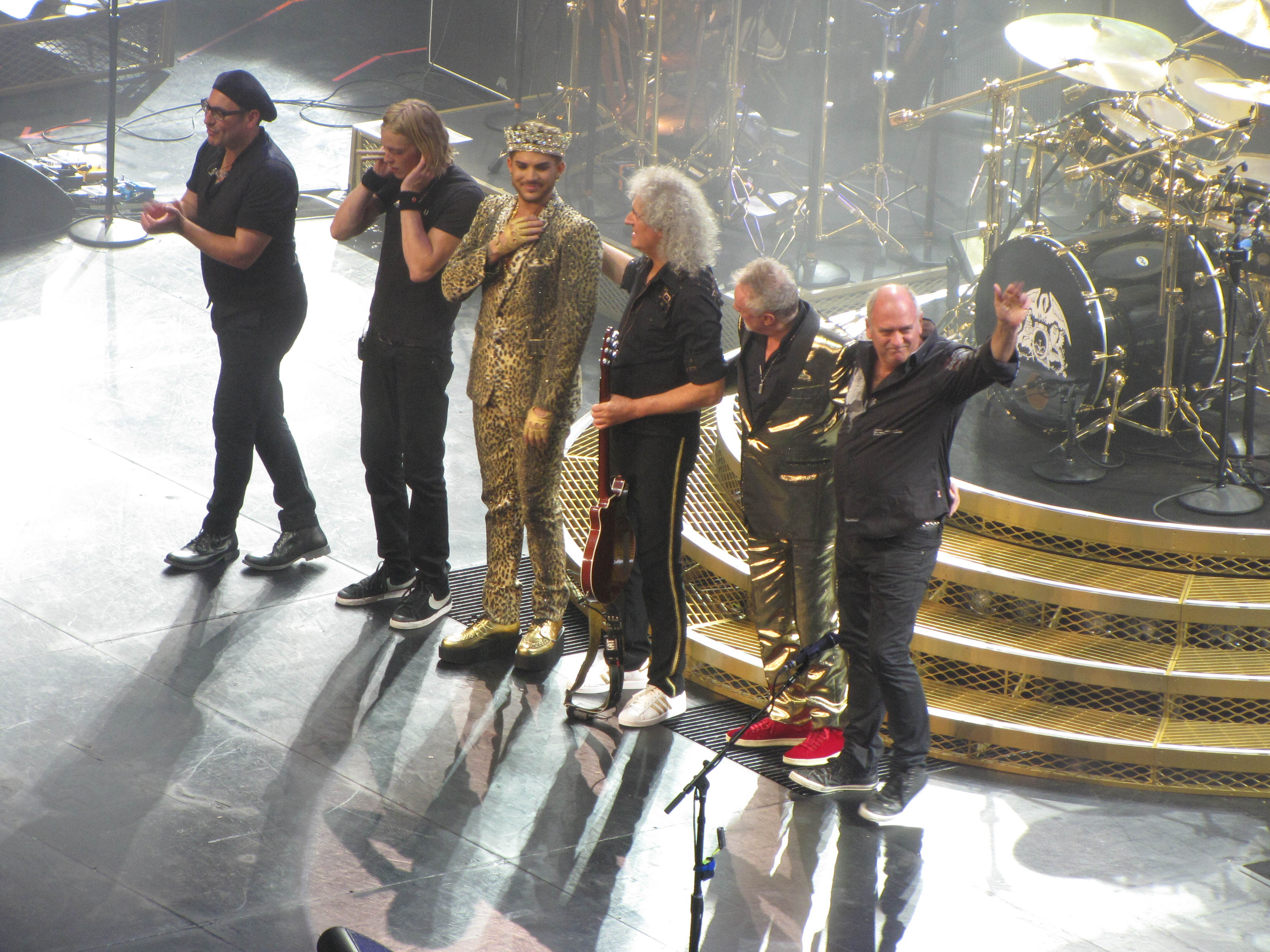
La banda de Queen i Adam Lambert en un dels concerts de la gira.

Queen + Adam Lambert és una col·laboració entre els membres actius de la banda britànica Queen (Brian May i Roger Taylor) i el vocalista nord-americà Adam Lambert. Igual que amb totes les altres actuacions de Queen des de 1997, el baixista John Deacon es va negar a participar en el projecte a causa del seu retir. Aquesta és la primera col·laboració a llarg termini de Queen des del projecte Queen + Paul Rodgers finalitzat el 2009. La col·laboració es va originar quan May i Taylor van aparèixer en American Idol el 2009, quan Lambert era un concursant. Van començar a actuar ocasionalment el 2011, van realitzar una breu gira europea al 2012, i el 2014 va anunciar una gira mundial, Queen + Adam Lambert Tour 2014-2015 amb dates a Amèrica del Nord, Austràlia, Nova Zelanda, Àsia, Europa i Amèrica del Sud. A l'estiu de 2016, el grup va realitzar diverses dates com a part d'una gira de festivals a Europa i diverses dates a Àsia. El proper any, el grup va anunciar una segona gira mundial prevista per a 2017 i 2018.
Juntament amb May, Taylor i Lambert hi ha el teclista de gira Spike Edney, el baixista Neil Fairclough i el percussionista Tyler Warren. Encara que actualment no hi ha plans per llançar un àlbum d'estudi amb aquest cartell, May i Taylor han afirmat que hi ha la possibilitat que el grup enregistri material original.

## Origen
Queen i Lambert van actuar junts el 2009 quan els membres de la banda Queen (Brian May i Roger Taylor) van aparèixer com a convidats en la vuitena temporada d'American Idol on Lambert era un concursant. L'actuació final, Lambert i l'eventual guanyador Kris Allen van interpretar "We Are the Champions" juntament amb la banda. Poc després de la final, Brian May va indicar a Rolling Stone que considerava a Lambert com un possible cantant-showman per la banda Queen. Més tard va revelar que es va interessar per Lambert com a substitut de Paul Rodgers després de veure un video de l'audició de Lambert per a American Idol on va interpretar "Bohemian Rhapsody".
Al novembre de 2011, Lambert es va unir a Queen per a una actuació als MTV Europe Awards de Belfast, on Queen va rebre un Global Icon Award. Es va informar al desembre de 2011 que Taylor i May havien començat converses amb Lambert perquè ell portés la davantera en el concert de Queen. El 30 de juny de 2012, Queen + Adam Lambert va tocar el seu primer concert complet a la Plaça de la Independència de Kíev per a un concert conjunt amb Elton John en ajuda de la Fundació ANTIAIDS Elena Pinchuk.

## Gires
Després de la seva primera actuació a Kíev el 2012, una mini-gira de Queen + Adam Lambert va seguir amb dates a Moscou, Wrocław, i Londres. Al setembre de 2013, es van presentar com a cap de cartell al Festival de Música iHeartRadio a Las Vegas. El març de 2014, es va anunciar un 19 data recorregut Queen + Adam Lambert Amèrica del Nord durant l'estiu, que es va estendre després a les 24 dates. Al maig de 2014, van anunciar dates de concerts a Austràlia, seguit de Nova Zelanda. La banda també es va presentar a Corea del Sud i Japó. Posteriorment, la gira es va estendre a 2015 amb dates a Europa i el Regne Unit, així com Amèrica del Sud.

## Aparicions
Queen + Adam Lambert han aparegut en diversos programes de televisió. El 30 de novembre 2014 van interpretar "Somebody to Love", amb els concursants del reality show X Factor. Posteriorment, la banda va tocar dues cançons en l'especial de Nadal del Show de Helene Fischer a la televisió alemanya. Un d'ells va ser "I Want It All", i l'altre "Who wants to live forever", a duet entre Lambert i Helene Fischer.
El 31 de desembre de 2014, la banda va realitzar un concert especial, Queen + Adam Lambert Rock Big Ben, que va ser transmès en viu per la BBC One. El concert es va dur a terme a l'ombra del Big Ben al Hall Central de Westminster, i va fer una pausa durant les campanades del Big Ben i els focs artificials durant el compte enrere per a l'any nou.

## Membres
- Brian May - guitarra, veu (2011-present)
- Roger Taylor - bateria, percussió, veu (2011-present)
- Adam Lambert - veu principal (2011-present)
- Músics
- Spike Edney - teclats, cors (2011-present)
- Neil Fairclough - baix, cors (2011-present)
- Rufus Tiger Taylor - percussió, tambors, cors (2011-2017)